# 雷吉斯特鲁
雷吉斯特鲁是巴西圣保罗州的一个市镇。总面积716.331平方公里，总人口55168人，人口密度77人/平方公里。